# Контра Маргум
Контра Маргум је био римски град на левој обали Дунава, код Ковина. Утврђење је направљено ради одбране римских територија од најезде варварских племена. Опека од које је сазидан град је носила жиг VII Клаудијеве легије. Постоје писани трагови да је град служио и царевима Флавијусу и Константину. Такође постоје и писани трагови да је град током времена имао назив Castra Augusto Flaviciusa и Constantin.
Насупрот града преко Дунава налазио се град Маргум (лат. Margum).
1739. године након потписивања Београдског мировног споразума Хабзбурзи су као део тог споразума уништили ово утврђење на Дунаву.
Данас се на излазу из Ковина према Смедереву на самој обали рукавца Дунава примећују само уздигнуте наслаге земље и неколико сачуваних камених зидина и то су једини видљиви остаци утврђења.